# 니시세토 자동차도
니시세토 자동차도(일본어: 西瀬戸自動車道) 또는 세토우치 시마나미 해도(일본어: 瀬戸内しまなみ海道, 영어: Shimanami Expwy)는 일본 혼슈의 오노미치시와 시코쿠의 이마바리시를 잇는 고속도로로, 혼슈 시코쿠 연락 도로에 속하는 3개 도로 중 가장 서쪽의 도로이다. 혼슈 시코쿠 연락 고속도로 주식회사가 관리하고 있다.
고속도로 번호는 오노미치 후쿠야마 자동차도 및 이마바리 고마쓰 자동차도와 동일하게 E76으로 할당되어 있다.

## 도로

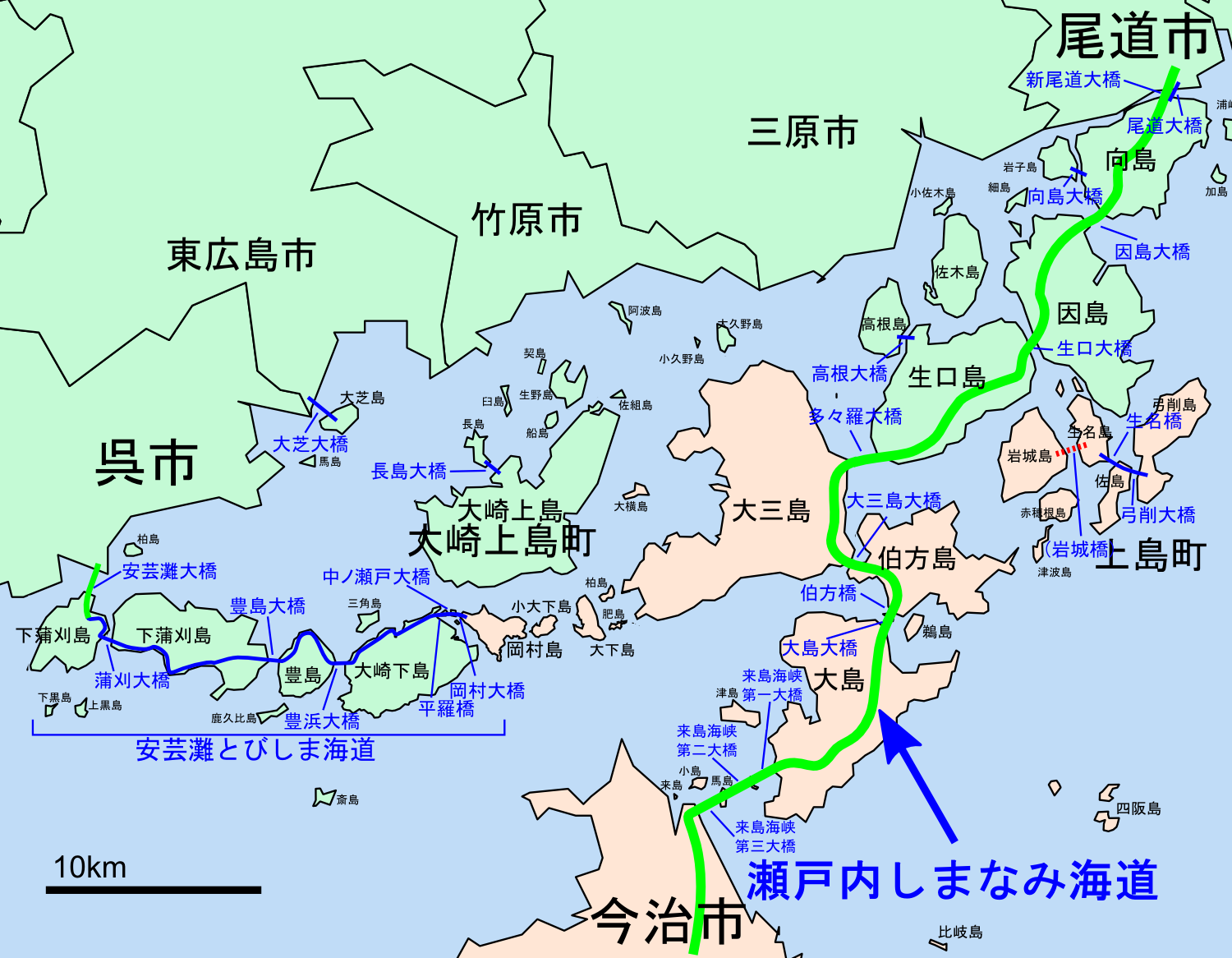
니시세토 자동차도 (시마나미 해로), 게이요 제도 연락가교 (게이요 도비시마 해도) 및 주변 다리를 나타낸 지도. 녹색은 유료 도로, 청색은 무료 도로이며, 적색과 분홍색은 다리 건설을 구상하고 있는 장소이다.

총 7개의 다리(신오노미치 대교, 인노시마 대교, 이쿠치교, 다타라 대교, 오미시마교, 하카타 오시마 대교, 구루시마 해협 대교)로 이루어져 있는데, 하카타 오시마 대교(하카타교, 오시마 대교)와 구루시마 해협 대교(제1, 제2, 제3대교)를 세부적으로 나눠 10개라고 하거나, 오노미치 대교까지 합쳐 11개 다리라고 하는 경우도 있다. 고속도로이지만 측면에 보행자와 자전거만 통행할 수 있는 전용 통로가 동시에 설치되어 있다.
1999년 5월 1일 모든 다리가 개통하여 이 시기부터 선박을 이용하지 않고 혼슈와 시코쿠 간 왕래가 가능해졌으나, 이쿠치시마섬과 오시마섬 내의 도로는 아직 개통하지 않아 섬 내에서의 교통이 매우 혼잡해졌다. 섬 내의 도로는 2006년 개통하여 현재는 자동차 전용 도로만을 이용해 섬 내부를 포함해 세토 내해 전체를 자동차 전용 도로만을 이용해 통과할 수 있다. 단 연결되는 도로인 이마바리 고마쓰 자동차도의 이마바리시 구간은 현재도 미개통 상태로 남아 있어 일반도로를 경유해야 한다.
자전거 길로서의 인기가 높아 세토우치 시마나미 해도 사이클링 오노미치 대회(일본어: 瀬戸内しまなみ海道サイクリング尾道大会)나 스탬프 랠리를 비롯한 자전거와 관련된 행사 여럿이 정기적으로 개최되고 있다.

### 보행자 전용 도로

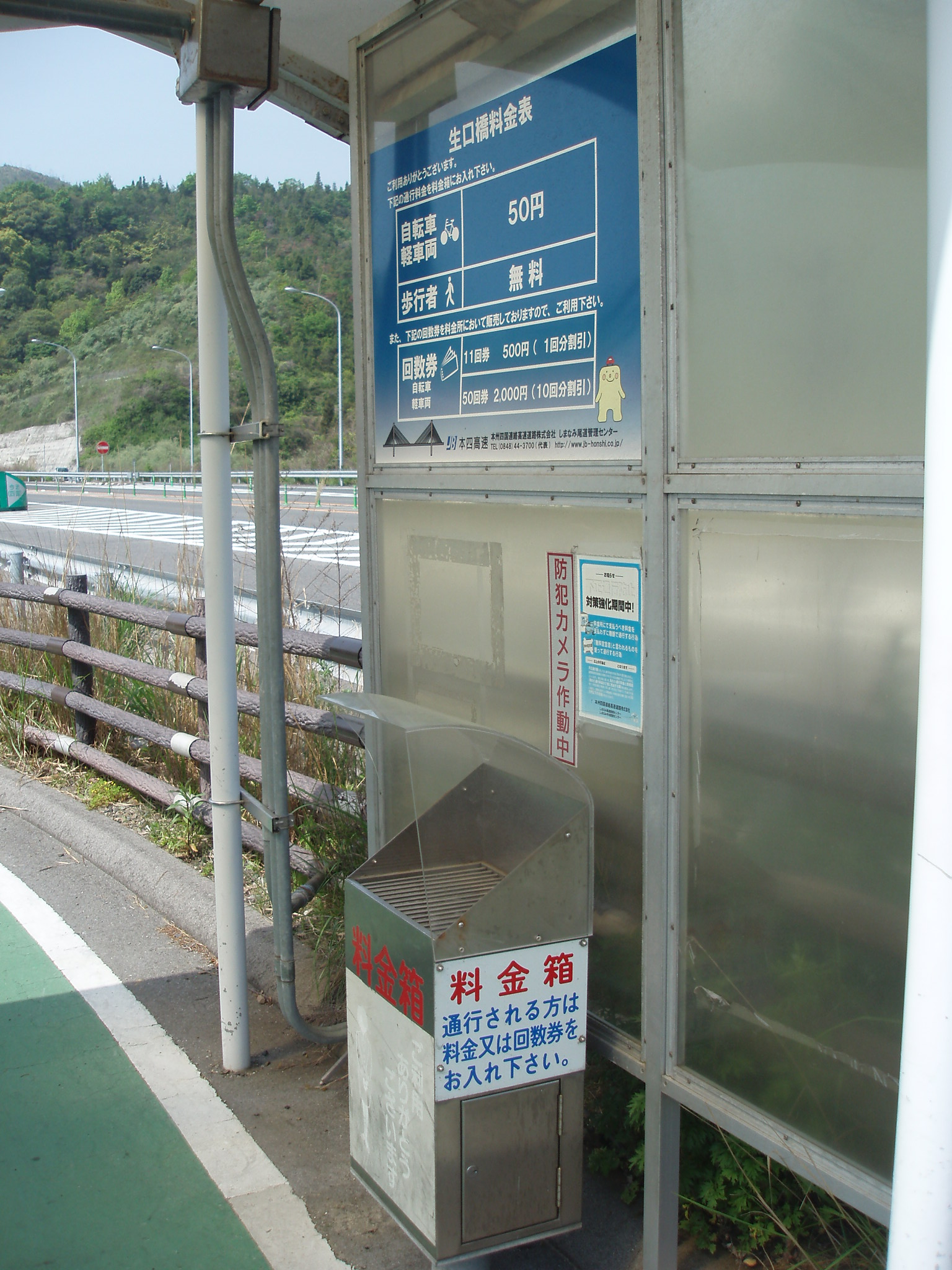
이쿠치교의 자전거 요금소.

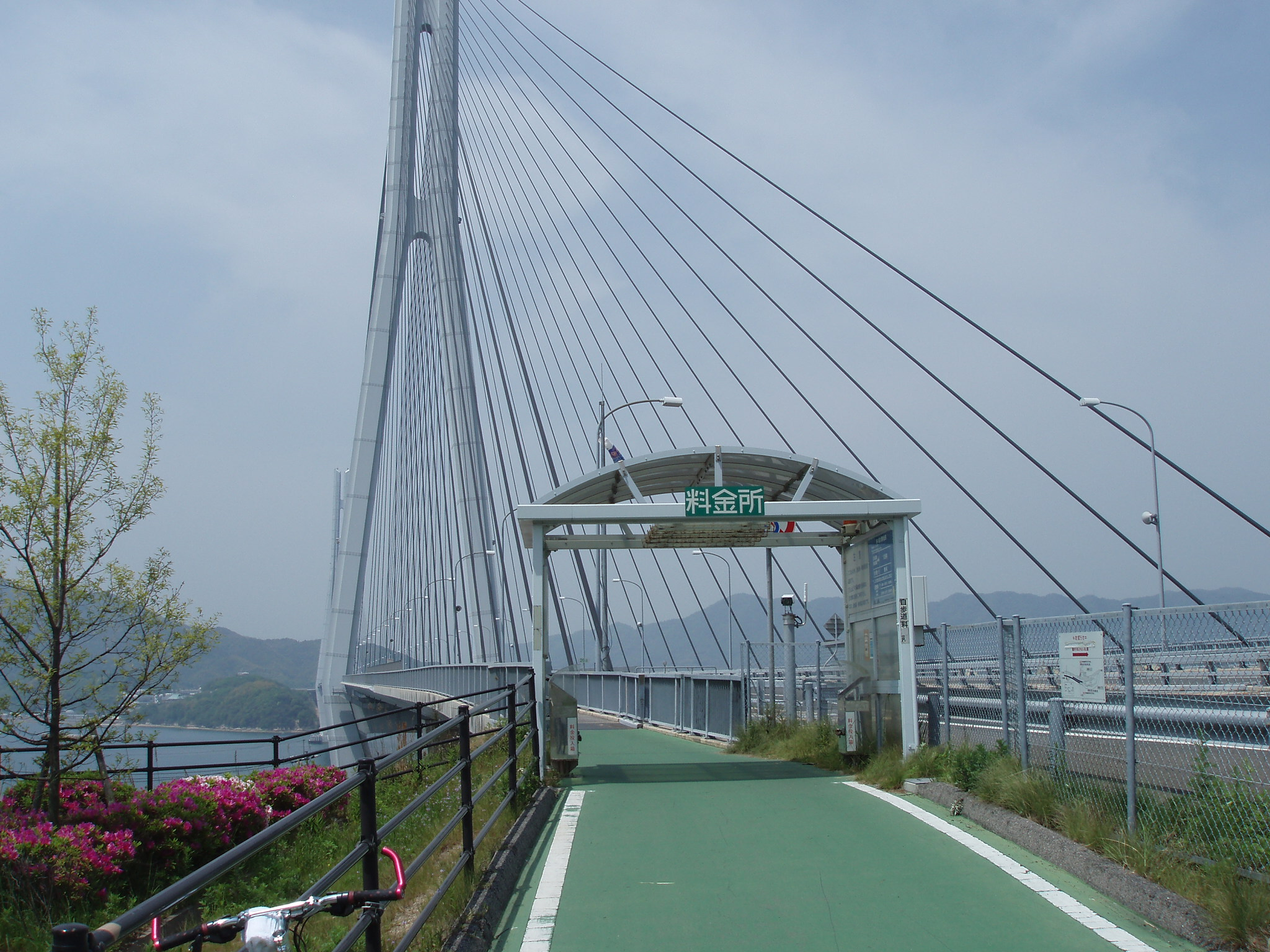
다타라 대교의 자전거 요금소.

완전히 자동차 전용인 신오노미치 대교를 제외하고, 오노미치부터 구루시마 해협까지는 보행자, 자전거, 원동기장치자전거(125cc 이하 이륜차)만 통행할 수 있는 도로가 같이 건설되어 있다. 신오노미치 대교 구간에서는 병행하여 달리는 오노미치 대교를 이용하면 세토 내해를 도보로 완전히 횡단할 수 있으나, 길이 좁아 자전거로 통행하기에는 안전하지 않다.
보행자 전용 도로는 도로를 생활에 사용하기 위해 현지 주민들의 요청으로 건설한 것으로, 먼저 건설하였던 고베 아와지 나루토 자동차도와 세토 주오 자동차도에는 존재하지 않는다. 통행 요금은 자전거의 경우 인노시마 대교부터 구루시마 해협 대교까지 합쳐서 500엔이며, 보행자는 무료이다.
자전거 도로 이용을 촉진하기 위한 지자체의 지원으로, 2014년부터 2026년 3월 31일까지는 원동기를 제외한 자전거에 한해 통행료를 면제해주고 있다.

## 지리
세토 내해 중 히로시마현과 에히메현 사이에 펼쳐진 게이요 제도의 섬들을 다리로 묶는 역할을 하고 있다. 나들목이 있는 곳 인근에는 세토 내해의 전경을 바라볼 수 있는 장소가 많이 존재해 관광을 목적으로 한 방문도 많이 이루어지고 있다.

### 참고 문헌
- 浅井建爾 (2001년 11월 10일). 《道と路がわかる辞典》 初版판. 日本実業出版社. ISBN 4-534-03315-X.
- 財団法人えひめ地域政策研究センター『しまなみ海道物語』（アトラス出版、2006年）
- 佐々木節; 石野哲也; 伊藤もずく (2015년 9월 30일).  松井謙介編, 편집. 《絶景ドライブ100選［新装版］》. GAKKEN MOOK. 学研パブリッシング. ISBN 978-4-05-610907-8.
- 藤川寛之著、財団法人交通研究協会発行『本州四国連絡橋のはなし-長大橋を架ける-』（成山堂書店、2002年、ISBN 4-425-76111-1）
- ロム・インターナショナル（編） (2005년 2월 1일). 《道路地図 びっくり!博学知識》. KAWADE夢文庫. 河出書房新社. ISBN 4-309-49566-4.
- 『愛媛県史 社会経済3 商工』（愛媛県、1986年） - 　瀬戸内海大橋